# Kratovo
Kratovo (în macedoneană Кратово) este un oraș din Republica Macedonia.